# Arthur Gunter
Arthur Neal Gunter (23 mai 1926 – 16 mars 1976 ), est un chanteur, guitariste et musicien américain de blues et de rock 'n' roll. Il était surtout connu pour sa chanson Baby Let's Play House, qui a été un succès pour Elvis Presley.

## Biographie
Gunter est né dans le Comté d'Oglethorpe en Géorgie. Enfant, il chante avec ses frères et ses cousins dans un groupe de gospel appelé le Gunter Brothers Quartet. Au début des années 1950, il joue dans divers groupes de blues du côté de Nashville, et commence à enregistrer pour Excello Records en 1954.
En novembre 1954, Gunter enregistre Baby Let's Play House, qui devient non seulement un succès local, mais atteint la 12e place dans les charts R&B du Billboard. Plus tard dans l'année, la chanson connait un succès à l'échelle nationale quand Elvis Presley enregistre une version pour Sun Records. Le titre rapporte plusieurs milliers de dollars de royalties à Gunter, qui s’achète alors une Buick rouge et blanche .
Gunter continue d'enregistrer pour Excello jusqu'en 1961. Son groupe se sépare en 1966 et il déménage à Pontiac dans le Michigan, ne jouant plus qu'occasionnellement. Il prend sa retraite après avoir gagné à la loterie d’État du Michigan en 1973.
Il meurt d'une pneumonie en 1976 à l'âge de 49 ans, à son domicile de Port Huron, Michigan.

## Rééditions
Aucun album n'est publié sur Excello jusqu'en 1971, avec Black and Blues, paru au Royaume-Uni chez Blue Horizon sous le titre Blues After Hours.
En 1995, Excello/AVI édite le CD Baby Let's Play House: The Best of Arthur Gunter.
En 2015, le japonais Oldays publie un CD de 23 titres en édition limitée Baby Let's Play House.
Fin 2016, le britannique Jasmine sort un CD d'Arthur Gunter, appelé Baby Let's Play House, The Complete Excello Singles 1954-1961.